# Roman Šuchevyč
Roman Josypovyč Šuchevyč (in ucraino Рома́н-Тарас Йо́сипович Шухе́вич?; Leopoli, 30 giugno 1907 – Bilohoršča, 5 marzo 1950) è stato un militare ucraino, nazionalista, uno dei comandanti del Battaglione Nachtigall, un Hauptmann (capitano) del battaglione di polizia ausiliario tedesco Schutzmannschaft 201, un capo militare dell'Esercito Insurrezionale Ucraino (UPA) e uno degli autori dei massacri di polacchi in Volinia e Galizia orientale, ai danni di circa 100 000 civili polacchi.

## Biografia
Šuchevyč nacque nella città di Leopoli, nel Regno di Galizia e Lodomiria (altre fonti affermano che il suo luogo di nascita sia Krakovec'). Entrambi i genitori di Šuchevyč furono coinvolti nella "rinascita nazionale ucraina" nel XIX secolo. La famiglia contava dozzine di attivisti attivi in politica, musica, scienza e arte. Šuchevyč ha ricevuto la sua prima educazione al di fuori di Leopoli. Tornò a Leopoli per studiare al ginnasio di Leopoli, vivendo con suo nonno Volodymyr Šuchevyč, un etnografo. La sua formazione politica fu influenzata da Jevhen Konovalec', il comandante dell'esercito ucraino, in quanto affittò una stanza nella casa del padre di Jevhen Konovalec'dal 1921 al 1922.

### Formazione scolastica
Nell'ottobre 1926, Šuchevyč entrò al Politecnico di Leopoli (allora Politechnika Lwowska - quando la città di Leopoli faceva parte della Seconda Repubblica di Polonia) per studiare ingegneria civile. Nel luglio 1934 completò gli studi con la laurea in ingegneria con specialità ponti stradali. A quel tempo era noto per le sue capacità atletiche, per le quali vinse numerosi premi. Era anche un musicista affermato e con suo fratello Jurij completò gli studi di pianoforte e canto al Lysenko Music Institute. In alcune occasioni ha cantato da solista con suo fratello nel Teatro dell'Opera e del Balletto di Leopoli. Durante i suoi anni da studente, Šuchevyč divenne un membro attivo dell'organizzazione scout ucraina "Plast". Era anche un membro degli scout "Lisovi Chorty". Ha organizzato gruppi di Plast e ha fondato i "Čornomorci" (cosacchi del Mar Nero) nel 1927.
Dal 1928 al 1929 Šuchevyč prestò servizio militare nell'esercito polacco. Come studente terziario, è stato automaticamente inviato per l'addestramento degli ufficiali. Tuttavia, fu ritenuto inaffidabile e completò invece il servizio militare come soldato semplice nell'artiglieria in Volinia. 

### Organizzazione militare ucraina

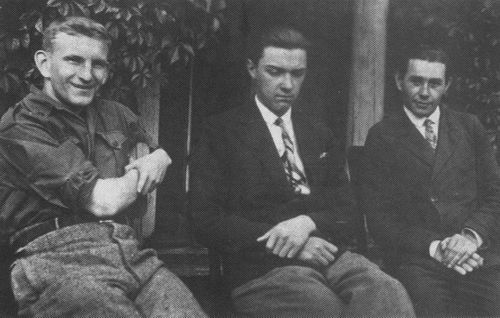
Šuchevyč (a sinistra) nella Seconda Repubblica Polacca nel 1930

Nel 1925 Šuchevyč si unì all'Organizzazione militare ucraina (UVO). Nel 1926 la squadra regionale dell'UVO ordinò a Šuchevyč di assassinare il sovrintendente della scuola di Leopoli, Stanisław Sobiński, accusato di "polonizzare" il sistema educativo ucraino. Roman Šuchevyč e Bohdan Pidhajnyj eseguirono l'assassinio il 19 ottobre 1926. Nel 1928-1929 Šuchevyč prestò servizio militare nel Wojska Lądowe, l'esercito polacco, come artigliere.
Nel febbraio 1929 fu fondata a Vienna l'Organizzazione dei Nazionalisti Ucraini (OUN). Šuchevyč, sotto il nome di "Dzvin" (campana), è diventato un rappresentante dell'"Esecutivo Ucraino".
Šuchevyč fu uno dei leader responsabili di un'ondata di attacchi contro proprietà e case polacche in Galizia nel 1930 con l'obiettivo di provocare ritorsioni da parte delle autorità polacche e di radicalizzare la società ucraina. L'amministrazione polacca reagì con un processo di "pacificazione" che intensificò il sentimento anti-polacco e conseguentemente anche il nazionalismo ucraino. 
Šuchevyč pianificò e partecipò anche ad attività terroristiche e omicidi (a volte affermati dai nazionalisti ucraini come atti di protesta contro le politiche anti-ucraine). Questi includevano:
- Il coordinamento di una serie di espropri dagli uffici del governo polacco per finanziare la continua insurrezione nella lotta per la determinazione nazionale ucraina, cioè rapine in banca e assalti a uffici postali o vagoni.[10]
- L'assassinio del 1º settembre 1931 di Tadeusz Hołówko, un politico polacco moderato, che sosteneva l'autonomia culturale degli ucraini. Il suo omicidio provocò uno shock e fu condannato da entrambe le parti.[10]
- L'assassinio il 22 marzo 1932 del commissario di polizia Czechowski.
- Il fallito tentativo di assassinio del console sovietico a Leopoli come protesta per la carestia nell'Ucraina centrale. (Mykola Lemyk assassinò invece per errore l'emissario speciale dell'NKVD, Alexiy Mayov.)[10]
- L'assassinio del deputato polacco e ministro dell'Interno Bronisław Pieracki, dichiarato dall'OUN responsabile dell'organizzazione di azioni di "pacificazione".[13] Hryts Matseiko ha eseguito l'assassinio a Varsavia il 15 giugno 1934.[14]
- L'assalto del 30 novembre 1932 all'ufficio postale di Gródek Jagielloński con la partecipazione diretta di Šuchevyč, in cui furono uccisi numerosi civili.[15]

Šuchevyč, con Stepan Bandera, Stepan Lenkavs'kyj, Jaroslav Stec'ko, Jaroslav Staruch e altri svilupparono un concetto di "rivoluzione permanente". Secondo il loro manifesto, il popolo ucraino, sfruttato da un occupante, poteva ottenere la libertà solo attraverso continui attacchi al nemico. Di conseguenza, l'OUN assunse il compito di preparare una rivolta. Šuchevyč propagandò l'idea che la rivoluzione fosse un conflitto senza compromessi per sconfiggere definitivamente il nemico. 
Šuchevyč prese parte attiva allo sviluppo di un concetto riguardante la formazione di un esercito ucraino. A quel tempo esistevano due linee di pensiero diametralmente opposte. La prima proponeva di creare un esercito ucraino formato da emigranti ucraini, mentre la seconda auspicava un esercito nazionale nell'Ucraina occidentale organizzato da soli ucraini.

### Reclusione
Dopo l'assassinio da parte dell'OUN del 15 giugno 1934 del ministro dell'interno polacco Bronisław Pieracki, Šuchevyč fu arrestato il 18 luglio e mandato nella prigione di Bereza Kartuska. Nel dicembre 1935 fu assolto e rilasciato per mancanza di prove a carico.
Dal 19 gennaio 1935 Šuchevyč fu rinchiuso nella prigione di Brygitki a Leopoli. Fu incarcerato per la sua appartenenza all'esecutivo regionale dell'OUN. L'avvocato nel processo era suo zio Stepan Šuchevyč. Šuchevyč è stato condannato a tre anni di carcere; tuttavia, a causa dell'amnistia del 1935 fu scarcerato dopo aver trascorso sei mesi nella Bereza Kartuska e due anni in un'altra prigione.
Durante il processo di Varsavia contro l'OUN (18 novembre 1935 - 13 gennaio 1936), Šuchevyč fu chiamato come testimone, pretese il diritto di parlare in ucraino e per questa ragione fu multato di 200 złoty. Dopo aver salutato la corte con il grido "Gloria all'Ucraina", Šuchevyč fu nuovamente internato.
Durante il "processo di Leopoli" contro l'OUN (25 maggio - 27 giugno 1936), Šuchevyč fu accusato di tradimento in quanto appartenente all'organizzazione antigovernativa dell'OUN e condannato a tre anni di reclusione. Fu rilasciato per amnistia il 27 gennaio 1937.
Dopo essere stato rilasciato nel 1937, Šuchevyč fondò una cooperativa pubblicitaria chiamata "Fama", che divenne una copertura per le attività dell'OUN. Ben presto furono istituiti punti vendita in tutta la Galizia, la Volinia e nel resto del territorio polacco. I lavoratori dell'azienda erano membri dell'OUN, spesso prigionieri politici rilasciati di recente. L'azienda ebbe molto successo e aveva sezioni che lavoravano con la stampa e il cinema, pubblicando opuscoli, stampando manifesti, vendendo acqua minerale e compilando elenchi di indirizzi. Aprì anche una propria sezione di trasporto.

### Ucraina dei Carpazi
Nel novembre 1938, la Rutenia subcarpatica ottenne l'autonomia all'interno dello stato cecoslovacco. Šuchevyč organizzò aiuti finanziari per il governo autonomo ruteno e inviò membri dell'OUN a istituire l'organizzazione paramilitare Karpats'ka Sič. Nel dicembre 1938 attraversò illegalmente il confine dalla Polonia alla Cecoslovacchia, recandosi nella città rutena di Chust. Lì, con l'aiuto dei membri locali dell'OUN e dell'intelligence tedesca, stabilì il quartier generale per la lotta contro il governo centrale cecoslovacco.
Inoltre, nel gennaio 1939 l'OUN decise di destituire il governo autonomo, ritenuto troppo filo-cecoslovacco. Il tentativo di colpo di Stato avvenne nella notte tra il 13 e il 14 marzo, in relazione alla proclamazione dell'indipendenza slovacca, gestita dalla Germania. Con l'aiuto di simpatizzanti della polizia, gli insorti guidati da Šuchevyč ottennero le armi della gendarmeria, ma i loro assalti alle guarnigioni dell'esercito cecoslovacco fallirono. Solo a Chust 11 combattenti dell'OUN furono uccisi e 51 catturati. Tuttavia, dopo la creazione dello Stato slovacco il 14 marzo e l'occupazione delle terre ceche da parte dei nazisti il 15 marzo, la Rutenia subcarpatica fu immediatamente invasa e annessa all'Ungheria. Šuchevyč prese parte attiva al breve conflitto armato con le forze ungheresi e fu quasi ucciso in una delle azioni. 
Dopo la fine dell'occupazione della Rutenia subcarpatica da parte dell'Ungheria, Šuchevyč viaggiò attraverso la Romania e la Jugoslavia fino all'Austria, dove si consultò con i comandanti dell'OUN e ricevette nuovi ordini e fu inviato a Danzica per svolgere attività sovversive.

### Seconda guerra mondiale
A settembre la Germania invase la Polonia e sedici giorni dopo l'Unione Sovietica ne invase la parte orientale. Si crearono così nuove opportunità per il movimento nazionalista ucraino. Nell'autunno del 1939 Šuchevyč si trasferì con la sua famiglia a Cracovia, dove fungeva da contatto per il comando nazionalista ucraino diretto da Andrij Mel'nyk. Organizzava il trasporto illegale di documenti e materiali attraverso il confine sovietico-tedesco e raccoglieva informazioni sulle attività dell'OUN in Ucraina. 
La leadership dei nazionalisti ucraini non riuscì a raggiungere un accordo unificato sulla tattica. Di conseguenza, il 10 febbraio 1940, l'organizzazione di Cracovia si divise in due fazioni: una guidata da Stepan Bandera e l'altra da Andrij Mel'nyk, conosciute rispettivamente come OUN-B e OUN-M. Šuchevyč entrò a far parte del Comando Rivoluzionario dell'OUN-B guidato da Bandera, assumendo la responsabilità della sezione che si occupava dei territori rivendicati dagli ucraini, che dopo il Patto Molotov-Ribbentrop erano stati occupati dalla Germania (Podlachia, Chełm, Nadsiania e Lemkivščyna).
Si formò una potente rete per la preparazione di attività sotterranee in Ucraina. Furono istituiti corsi di addestramento paramilitare. Furono preparati quadri militari che avrebbero dovuto comandare un futuro esercito ucraino. Šuchevyč preparò il Secondo Grande Congresso dell'OUN che ebbe luogo nell'aprile 1941.

### Battaglione Nachtigall
Prima dell'operazione Barbarossa alla fine di giugno 1941, l'OUN ha collaborato attivamente con la Germania nazista. Secondo l'Accademia nazionale delle scienze dell'Ucraina e altre fonti, il leader dell'OUN-B Stepan Bandera ha tenuto incontri con i capi dell'intelligence tedesca, in merito alla formazione dei battaglioni "Nachtigall" e "Roland". Il 25 febbraio 1941, il capo dell'Abwehr, Wilhelm Canaris, sancì la creazione della "Legione ucraina" sotto comando tedesco. L'unità avrebbe avuto 800 persone. Šuchevyč divenne un comandante della Legione dalla fazione OUN-B. L'OUN si aspettava che l'unità sarebbe diventata il nucleo del futuro esercito ucraino. In primavera l'OUN ha ricevuto 2,5 milioni di marchi per attività sovversive contro l'URSS.
Nella primavera del 1941 la legione fu riorganizzata in tre unità. Una delle unità divenne nota come Battaglione Nachtigall, una seconda divenne il Battaglione Roland e una terza fu immediatamente inviata in Unione Sovietica per sabotare le retrovie dell'Armata Rossa. Dopo un intenso addestramento, il battaglione si è recato a Rzeszów il 18 giugno ed è entrato a Leopoli il 29 giugno, dove è stato proclamato l'Atto di restaurazione dello Stato ucraino. L'amministrazione tedesca, tuttavia, non ha sostenuto questo atto. La prima compagnia dell'unità rimase a Leopoli solo per sette giorni, mentre il resto dell'unità si unì successivamente durante la marcia verso est verso Zoločiv, Ternopil' e Vinnycja.
Si stima che nel giugno-luglio 1941 oltre 4000 ebrei furono assassinati nei pogrom di Leopoli e in altre città dell'Ucraina occidentale. C'è polemica[quale?] riguardo alla partecipazione del battaglione Nachtigall e di Roman Šuchevyč a queste atrocità, così come nel massacro dei professori di Leopoli. Si afferma che i soldati di Nachtigall abbiano partecipato all'uccisione di ebrei. Durante la marcia in tre villaggi della regione di Vinnycja, gli ebrei sarebbero stati fucilati in massa.
Il rifiuto tedesco di accettare la proclamazione dell'indipendenza ucraina da parte dell'OUN-B il 30 giugno a Leopoli portò a un cambio di direzione del battaglione Nachtigall. Di conseguenza, Šuchevyč insieme al battaglione furono richiamati in Germania.

### 201º Battaglione Schutzmannschaft

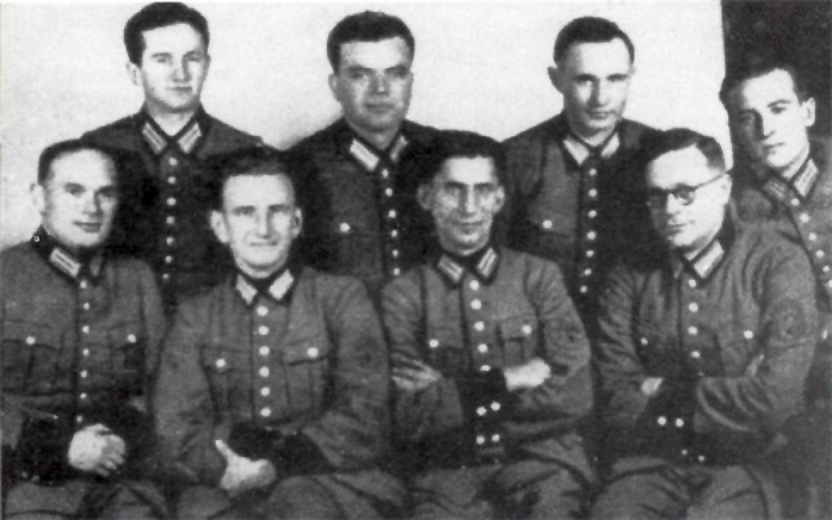
Leader del battaglione Schutzmannschaft 201, con Roman Shukhevych (seduto, secondo da sinistra), 1942

In Germania nel novembre 1941, il personale ucraino della legione fu riorganizzato nel 201º battaglione Schutzmannschaft. Contava 650 persone a cui venivano dati contratti individuali che richiedevano ai combattenti di prestare servizio per un anno in più.
I titoli di Šuchevyč erano quelli di Hauptmann (capitano) della prima compagnia e vice comandante del battaglione, comandato da Jevhen Pobihuščyi.
Il 19 marzo 1942 il battaglione arrivò in Bielorussia dove prestò servizio nel triangolo Mahilëŭ - Vicebsk - Lepel'. Con la scadenza del contratto di un anno, tutti i soldati ucraini si rifiutarono di rinnovare i loro servizi. All'inizio di gennaio 1943, il battaglione fu inviato a Leopoli e lì fu sciolto. I suoi ex membri costituivano il nucleo del servizio di sicurezza OUN-B. L'altra parte si unì al Battaglione Schutzmannschaft 57, tornò in Bielorussia e continuò a scontrarsi con partigiani e civili. Šuchevyč decise di entrare a far parte di OUN (B) e acquisì rapidamente il ruolo di leader nell'organizzazione.
Lo storico polacco-tedesco ed esperto di olocausto Frank Golczewski dell'Università di Amburgo descrive le attività del 201º battaglione Schutzmannschaft in Bielorussia come "combattere i partigiani e uccidere gli ebrei". John Paul Himka, uno specialista della storia ucraina durante la seconda guerra mondiale, osserva che sebbene unità come il 201º battaglione fossero abitualmente utilizzate per combattere i partigiani e uccidere gli ebrei, nessuno ha studiato le attività specifiche del 201º battaglione da questa prospettiva e questo dovrebbe essere oggetto di ulteriori studi. Si presume che più di 2000 partigiani sovietici siano stati uccisi dal battaglione durante la sua operazione in Bielorussia.
Il 1º dicembre 1942, scaduti i loro contratti, i membri del Battaglione si rifiutarono di rinnovarli. Di conseguenza, il personale del 201º battaglione è stato arrestato e trasferito a Leopoli. Il comando tedesco suggerì a tutti coloro che erano stati nel battaglione di radunarsi a Lublino per formare una nuova unità, tuttavia nessuno degli ucraini si iscrisse e pochissimi fecero rapporto a Lublino. Alcuni furono arrestati e rinchiusi nella prigione in via Lonsky, mentre Šuchevič fuggì e si nascose.

### Massacri dei civili polacchi

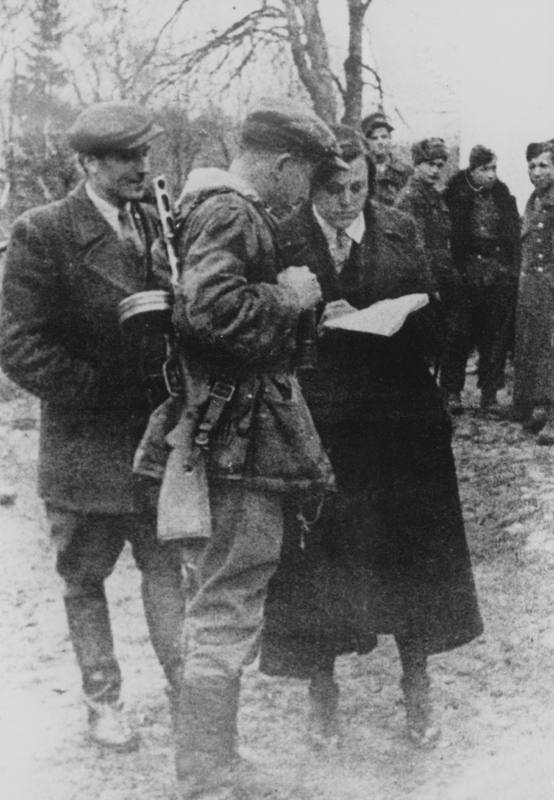
Šuchevyč, Dmytro Hrycaj e Kateryna Meško a Bučač, 1943, poco prima dei massacri dei polacchi in Volinia e nella Galizia orientale.

Nella primavera del 1943, l'UPA dell'OUN-B lanciò una campagna di omicidi ed espulsioni contro la popolazione polacca della Volinia e all'inizio del 1944 contro i polacchi nella Galizia orientale. Fu un attacco preventivo, in attesa di un altro conflitto polacco-ucraino sui territori contesi, che erano stati internazionalmente riconosciuti come parte della Polonia nel 1923.
Il governo polacco in esilio voleva ripristinare i confini polacchi orientali oltre la Linea Curzon, obiettivo sostenuto anche dalle promesse degli alleati occidentali. La maggioranza ucraina nella Galizia orientale, a cui era stata promessa l'autonomia, inizialmente considerò illegittima l'amministrazione polacca che seguì la pace di Riga e la guerra polacco-sovietica, ma dopo il 1923 la maggior parte degli ucraini accettò a malincuore l'inevitabile dominio polacco e si concentrarono sull'incremento della loro autonomia. Gli ucraini in generale erano contrari al regime polacco e tutti i movimenti politici ucraini avevano come obiettivo l'indipendenza dalla Polonia. Gli ucraini adottarono due approcci verso l'indipendenza. I partiti principali evitarono la violenza e perseguirono l'obiettivo dell'indipendenza attraverso mezzi legali graduali, incentrati sulla conservazione dei diritti limitati degli ucraini, mentre l'OUN tentò di usare il terrore e la violenza in opposizione al governo polacco.  L'OUN considerava la Galizia e la Volinia come territorio etnico ucraino che sarebbe stato incluso in una futura Repubblica Popolare Ucraina restaurata.
Si stima che fino a 100 000 polacchi siano stati uccisi dai nazionalisti ucraini durante il conflitto e altri 300 000 siano diventati profughi a seguito della pulizia etnica. Secondo Timothy Snyder, 40 000-60 000 civili polacchi furono uccisi dall'UPA in Volinia nel 1943 e circa 25 000 nella Galizia orientale. Al contrario, le uccisioni di ucraini da parte dei polacchi hanno provocato tra 10 000 e 12 000 morti in Volinia, Galizia orientale e nell'attuale territorio polacco. Lo storico dell'Università dell'Alberta Per Anders Rudling ha affermato che Šuchevyč comandava l'UPA durante l'estate del 1943, quando decine di migliaia di polacchi furono massacrati. L'iniziatore di questi massacri fu Dmytro Kljačkivs'kyj.

### Esercito insurrezionale ucraino

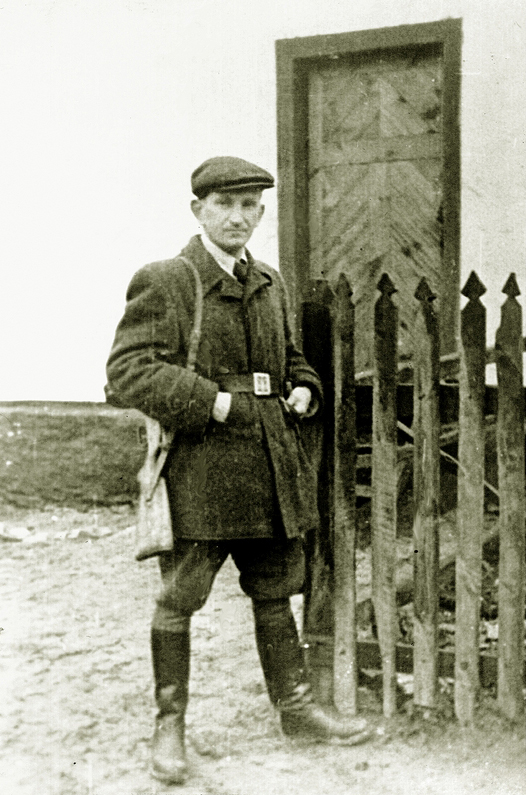
Šuchevyč, ottobre 1943

Dopo essere fuggito dalla custodia tedesca, Šuchevyč ancora una volta era a capo della sezione militare dell'OUN. A maggio divenne un membro della direzione dell'OUN e col tempo il capo. Nell'agosto 1943 al Terzo Congresso Speciale dell'OUN, fu eletto capo della direzione dell'OUN e comandante supremo dell'Esercito insurrezionale ucraino noto come UPA.
All'esercito insorto si unirono vari uomini del Caucaso e dell'Asia centrale che avevano combattuto nelle formazioni tedesche. L'ascesa di non ucraini nell'esercito ribelle ucraino diede impulso alla conferenza speciale per le nazioni prigioniere dell'Europa e dell'Asia che ebbe luogo dal 21 al 22 novembre 1943 a Buderaž, non lontano da Rivne. L'ordine del giorno includeva la formazione di un piano unificato per l'attacco contro le forze di occupazione.
Durante il periodo dell'occupazione tedesca Šuchevyč trascorse la maggior parte del suo tempo combattendo nelle foreste e dall'agosto 1944, in seguito all'annessione dell'Ucraina da parte dell'esercito sovietico, visse in vari villaggi dell'Ucraina occidentale. Per unire tutte le forze nazionali ucraine nella lotta per l'indipendenza ucraina, Šuchevyč organizzò un incontro tra tutti i partiti politici ucraini. Di conseguenza, è stato formato il Consiglio supremo di liberazione ucraino (UHVR).

### Morte

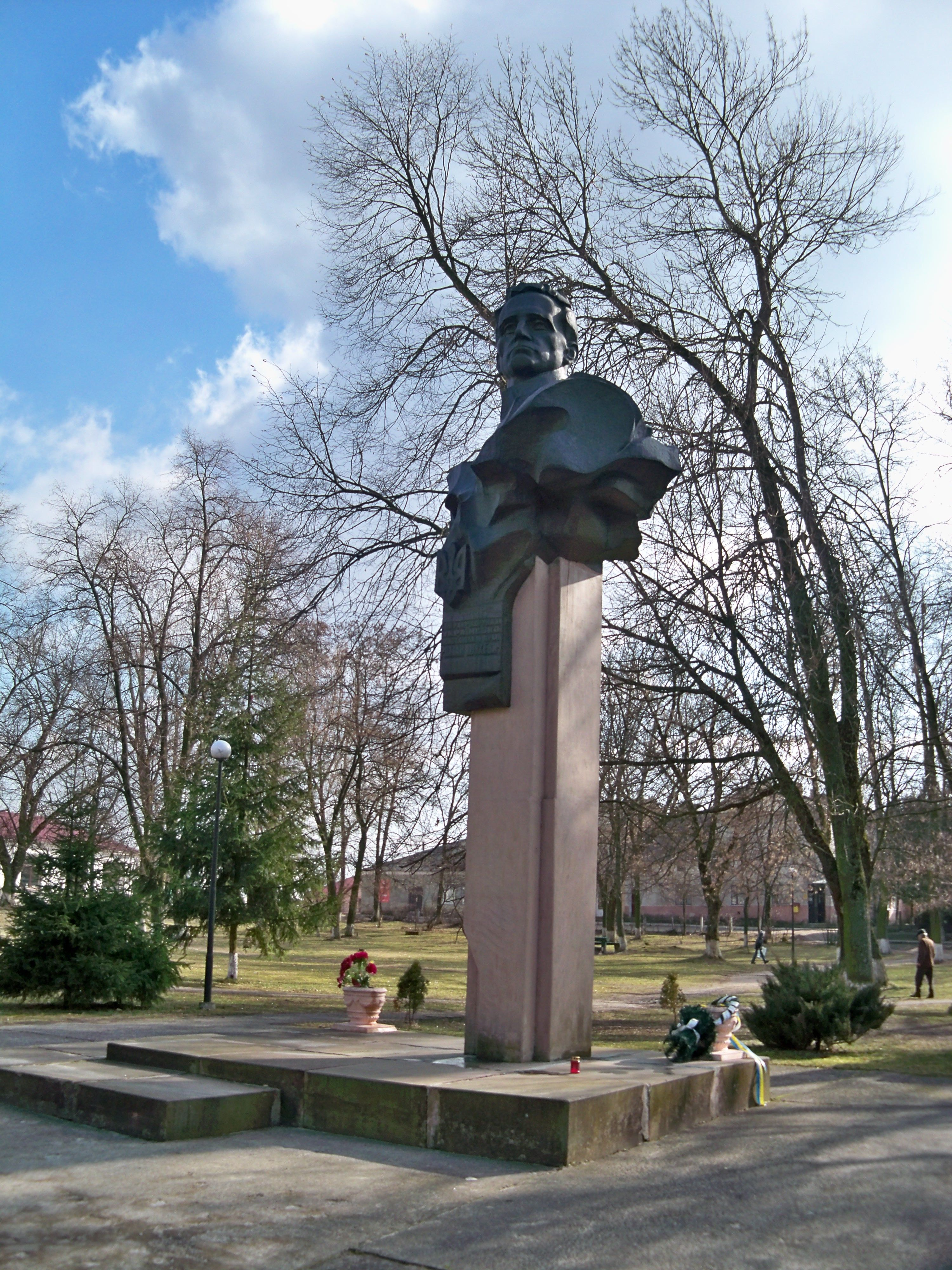
Monumento a Šuchevyč a Krakovec', Ucraina, 2016

Šuchevyč morì presumibilmente sparandosi durante il suo arresto da parte di agenti del Ministero della Sicurezza di Stato (MGB) in uno scontro armato. Un gruppo operativo del MGB ha attaccato il suo nascondiglio nel villaggio di Bilohoršča (oggi parte della città di Leopoli) il 5 marzo 1950 quando aveva 42 anni. La sua residenza era circondata da circa 700 soldati delle "Internal Troops". In uno scontro a fuoco il maggiore Rovenko perì. Šuchevyč è stato sostituito come leader dell'UPA da Vasyl' Kuk.
Dopo l'identificazione, il corpo di Šuchevyč fu cremato e i suoi resti sepolti segretamente. Secondo le memorie degli ufficiali dell'NKVD, il corpo di Roman Šuchevyč fu trasportato fuori dalla parte occidentale dell'Ucraina, bruciato e le ceneri disperse. Ciò avvenne sulla riva sinistra del fium Zbruč. I resti incombusti furono gettati nello Zbruč, dove nel 2003 è stata eretta una croce commemorativa in pietra.

### Famiglia
Le autorità sovietiche applicarono la logica della colpa collettiva e perseguitarono tutti i membri della famiglia Šuchevyč. Il fratello di Roman, Jurij, fu assassinato nella prigione di Bryhidka di Leopoli, poco prima dell'occupazione tedesca di Leopoli come parte della politica di "scarico". Sua madre Jevhenija e sua moglie, Natalija Berezyns'ka, furono esiliate in Siberia. Anche suo padre, Josyp-Zinovy Volodymyrovyč Šuchevyč (1879-1948) a quel tempo disabile, fu represso ed esiliato. Morì poco dopo essere arrivato in prigione.
Suo figlio Jurij Šuchevyč e la figlia Marijka furono messi in un orfanotrofio. Nel settembre 1972, Jurij fu condannato a dieci anni di reclusione in un campo e altri cinque anni di esilio dopo aver già trascorso 20 anni nei campi sovietici. Durante quel periodo perse la vista.

### Eredità

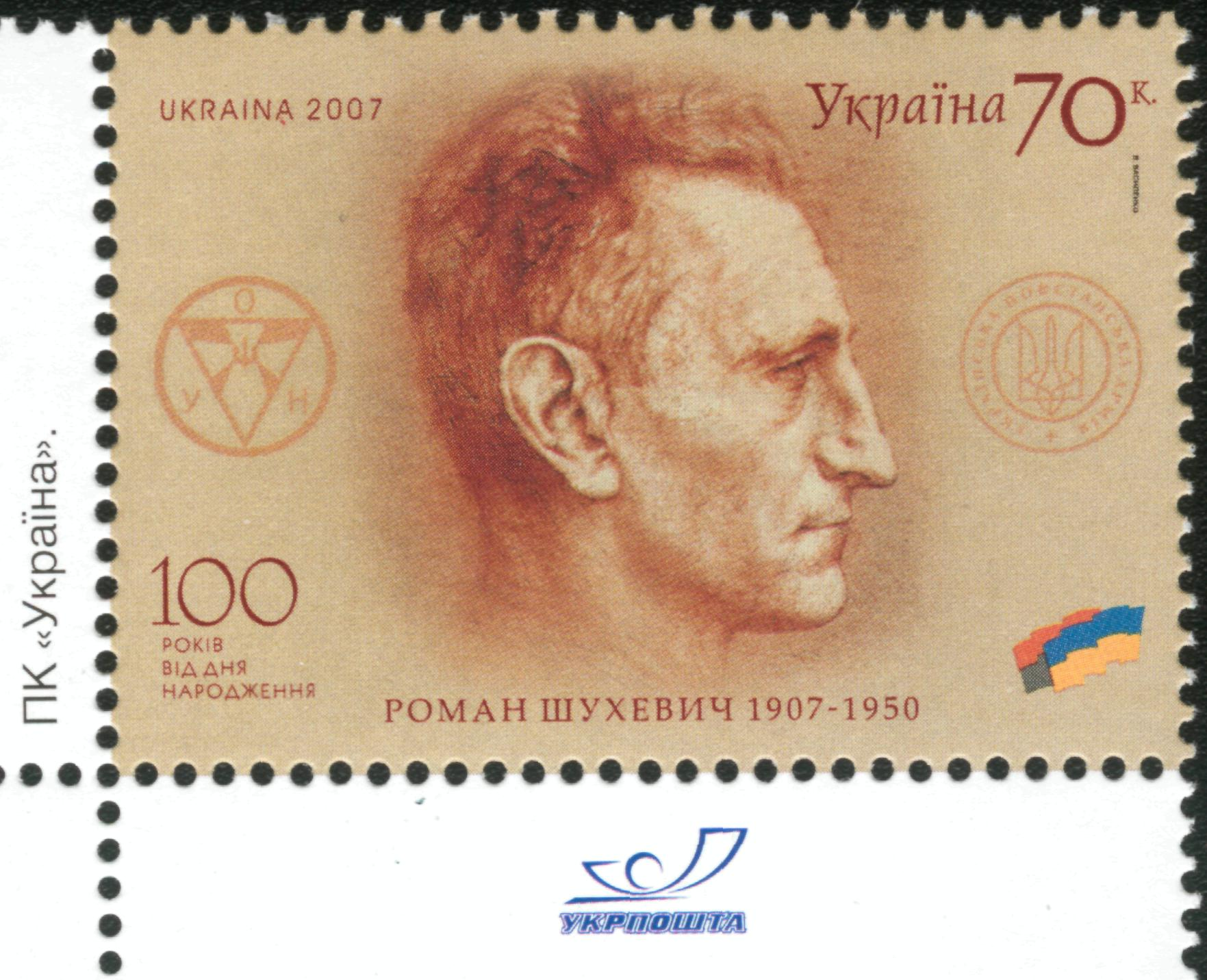
Francobollo ucraino in onore di Šuchevyč nel 100º anniversario (2007) della sua nascita.

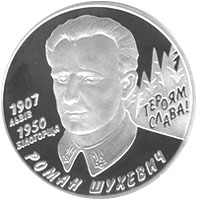
Moneta commemorativa raffigurante Šuchevyč, 2008

In occasione dei compleanni di Šuchevyč si svolgono dei raduni di massa in varie città ucraine.
Nel 1973 a Edmonton, in Alberta, i nazionalisti ucraini della seconda guerra mondiale emigrati in Canada hanno installato un busto in bronzo di fronte al "Complesso giovanile ucraino" che ritrae Roman Šuchevyč. La statua è stata vandalizzata nel 2019 e nel 2021.
Il 23 ottobre 2001, il Museo storico di Leopoli ha trasformato la casa in cui Šuchevyč è stato ucciso in un museo commemorativo. È stato interpretato dall'attore ucraino-canadese Hryhorij Hladij nel film ucraino Neskorenyij' .
Francobolli e monete sono stati coniati in suo onore nel centenario della sua nascita. Postumo, è stato insignito delle più alte decorazioni dell'UPA: la Croce d'Oro al Merito di Combattimento di Prima Classe e la Croce al Merito in oro.
Nel giugno 2017, il consiglio comunale di Kiev ribattezzato "via Generale Vatutin" in "via Roman Šuchevyč".
Il 5 marzo 2021, il consiglio comunale di Ternopil' ha nominato lo stadio più grande della città di Ternopil' in onore di Šuchevyč, come lo stadio cittadino di Roman Šuchevyč di Ternopil'. Il 16 marzo 2021, anche il Consiglio dell'oblast' di Leopoli ha approvato la ridenominazione del più grande stadio locale in onore di Šuchevyč e Stepan Bandera, l'ex leader dell'Organizzazione dei nazionalisti ucraini (OUN).
Il 1º gennaio 2024, durante il giorno della nascita di Stepan Bandera, il museo di Leopoli dedicato a Šuchevyč è stato bombardato e completamente demolito dalle forze russe.

### Titolo di Eroe dell'Ucraina (annullato)
Roman Šuchevyč è stato insignito postumo del titolo di Eroe dell'Ucraina dal presidente Viktor Juščenko il 12 ottobre 2007. Il 12 febbraio 2009, un tribunale amministrativo della regione di Donec'k ha dichiarato legale il decreto presidenziale che assegnava il titolo dopo che un avvocato aveva affermato che i suoi diritti di cittadino erano stati violati perché Šuchevyč non era mai stato cittadino ucraino.
Il 5 marzo 2010 il presidente Viktor Janukovyč aveva dichiarato che avrebbe annullato le onorificenze di Eroi dell'Ucraina a Šuchevyč e al nazionalista Stepan Bandera prima del Giorno della Vittoria di quello stesso anno. Nell'agosto 2011 ha affermato "se guardiamo al nostro passato storia e costruiremo il nostro futuro sulla base di questa storia, che ha avuto numerose contraddizioni, deruberemmo il nostro futuro, il che è sbagliato". Sebbene i decreti dell'Eroe dell'Ucraina non prevedano la possibilità che un decreto sull'attribuzione di questo titolo possa essere annullato, il 21 aprile 2010, la Corte d'appello amministrativa di Donec'k ha dichiarato illegale il decreto dell'ex presidente ucraino Viktor Juščenko del 12 ottobre 2007 a assegnare il titolo di Eroe dell'Ucraina a Roman Šuchevyč. Il tribunale ha stabilito che l'ex presidente non aveva il diritto di conferire questo titolo a Šuchevyč, perché Šuchevyč era morto nel 1950 e quindi non aveva vissuto nel territorio dell'Ucraina indipendente (dopo il 1991). Di conseguenza, Šuchevyč non era un cittadino ucraino e questo titolo non poteva essergli assegnato. Il 12 agosto 2010 l'Alto tribunale amministrativo dell'Ucraina ha archiviato le cause per dichiarare illegali quattro decreti del presidente Viktor Janukovyč sull'assegnazione del titolo di Eroe dell'Ucraina ai soldati sovietici e annullarli. Colui che aveva impugnato queste cause ha affermato che si basavano sugli stessi argomenti utilizzati dalla Corte d'appello amministrativa di Donec'k che il 21 aprile ha accolto un appello che ha privato Roman Šuchevyč del titolo di Eroe dell'Ucraina, poiché Šuchevyč non era cittadino ucraino. Il titolo tuttavia non è stato revocato, in attesa di un ricorso alla Corte amministrativa suprema dell'Ucraina che ha annullato tutte le precedenti decisioni del tribunale il 17 febbraio 2011. La Corte amministrativa suprema dell'Ucraina ha dichiarato illegale il titolo di Eroe dell'Ucraina di Šuchevyč nell'agosto 2011. Il 1º settembre 2011 l'ex presidente Juščenko ha presentato ricorso presso la Corte suprema dell'Ucraina chiedendo di annullare la sentenza della Corte suprema amministrativa dell'Ucraina.